# Rosenjoch
Das Rosenjoch ist mit 2796 m ü. A. Höhe die höchste Erhebung des Voldertales und des Arztales in den westlichen Tuxer Alpen. Der mit einem Kreuz versehene Gipfel liegt am Inntaler Höhenweg zwischen der Glungezerhütte und Lizumer Hütte in der Wattentaler Lizum und wird daher im Sommer häufig bestiegen. Auch von der Voldertalhütte aus kann das Rosenjoch erreicht werden. 
Im Spätwinter und Frühjahr ist das Rosenjoch bei Skifahrern beliebt. Allerdings erfordert seine Besteigung sichere Bedingungen.

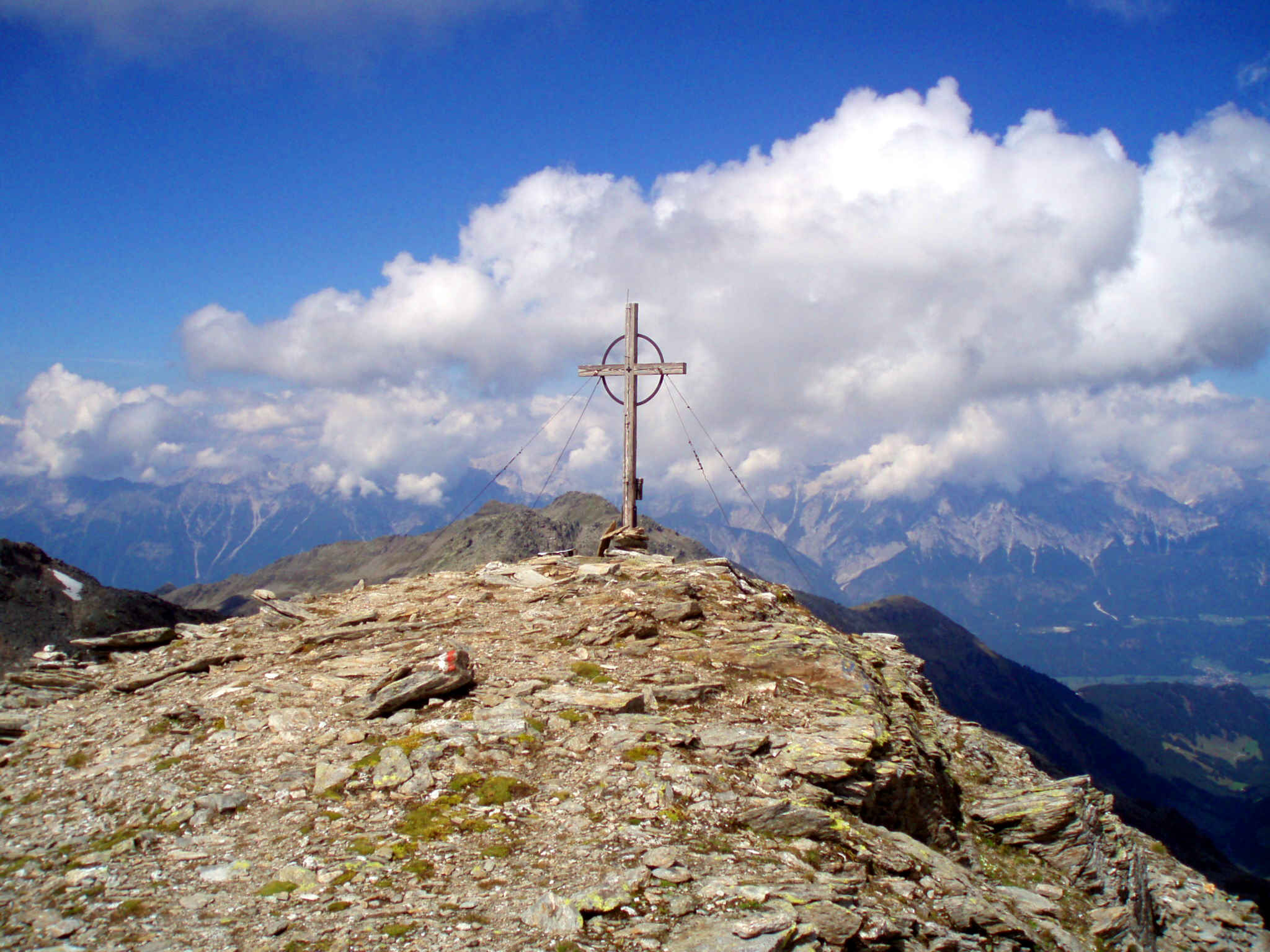
Gipfelkreuz auf dem Rosenjoch